# Mutsu Munemitsu
Mutsu Munemitsu est un nom japonais traditionnel ; le nom de famille (ou le nom d'école), Mutsu, précède donc le prénom (ou le nom d'artiste).

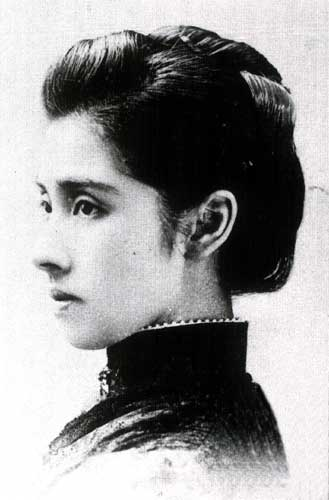
Ryoko Mutsu, la femme de Munemitsu.

Le comte Mutsu Munemitsu (陸奥 宗光), né le 20 août 1844 dans le domaine de Wakayama au Japon et décédé de la tuberculose à l'âge de 52 ans 14 août 1897 est un diplomate et homme politique japonais.

## Biographie
Sixième fils de Date Munehiro, un samouraï servant le clan Tokugawa, Mutsu Munemitsu est né en 1844 dans le domaine de Wakayama dans la province de Kii et a étudié auprès de Yasui Sokken. Son père était très actif dans le mouvement anti-étranger (Sonnō jōi) et Mutsu Munemitsu rejoint les forces anti-shogunat en même temps que Sakamoto Ryōma et Itō Hirobumi.
Après la restauration de Meiji, Mutsu occupe différents postes au sein du gouvernement de Meiji, comme gouverneur de la préfecture de Hyōgo puis de la préfecture de Kanagawa, deux régions accueillant des établissements étrangers. Lors de l'incident du María Luz, survenu à Yokohama (capitale du Kanagawa), Mutsu s'oppose à ce que le Japon intervienne dans l'affaire, au contraire du ministre de la Justice Etō Shinpei ; lorsque le président du Daijō-kan Sanjō Sanetomi donne raison à ce dernier, Mutsu démissionne.
Il mène la réforme de la taxe foncière de 1873 et siège au genrōin. Il conspire pour apporter de l'aide à Saigō Takamori durant la rébellion de Satsuma et est emprisonné pour cela de 1878 à 1883. Pendant son séjour en prison, il traduit en japonais Utilitarianism de Jeremy Bentham. 
Après sa libération, il redevient fonctionnaire au gouvernement en travaillant au ministre des Affaires étrangères avant d'être envoyé en Europe en 1884 pour étudier. Il est de 1888 à 1890 l'ambassadeur du Japon à Washington, période durant laquelle il ouvre officiellement les relations entre le Japon et le Mexique et révise partiellement les traités inégaux signés avec les États-Unis.
À son retour au Japon en 1890, il devient ministre de l'Agriculture et du Commerce. Il est également élu à la chambre des représentants du Japon pour le 1er district de Wakayama lors des élections législatives japonaises de 1890 pour un seul mandat. En 1892, il devient ministre des Affaires étrangères dans le gouvernement d'Itō Hirobumi. En 1894, il conclut le traité de commerce et de navigation anglo-japonais qui met un terme définitif aux traités inégaux signés avec le Royaume-Uni.
Mutsu dirige la délégation japonaise durant les négociations du traité de Shimonoseki qui met fin à la guerre sino-japonaise (1894-1895). À la suite d'une tentative d'assassinat du chef de la délégation chinoise, Li Hongzhang, par un nationaliste japonais, le gouvernement japonais réduit de lui-même l'indemnité qu'il réclame à la Chine, et Mutsu fait cette remarque célèbre : « L'infortune de Li fait la bonne fortune du grand empire Qing ». La Triple intervention de la France, de l'Allemagne et de la Russie diminue les gains que Mutsu avait négocié avec la Chine et le peuple japonais le blâme pour cette humiliation nationale. Il se retire définitivement du gouvernement en mai 1896 et s'installe à Ōiso où il rédige ses mémoires de diplomate Kenkenroku (蹇蹇録) pour expliquer ses actes et son point de vue. Cet ouvrage ne sera cependant pas publié avant 1923 en raison des secrets diplomatiques qu'il contient. 
Mustu passe ses dernières années dans ce qui sont aujourd'hui les jardins Kyu-Furukawa. Il meurt de la tuberculose à Takinogawa dans la préfecture de Tokyo en 1897.
Il avait reçu le titre de hakushaku (comte) d'après le système kazoku à la fin de la première guerre sino-japonaise.